# اگزالات نقره
اگزالات نقره (به انگلیسی: Silver oxalate) با فرمول شیمیایی Ag
۲C
۲O
۴ یک ترکیب شیمیایی با شناسه پاب‌کم ۶۲۳۶۴ است؛ که جرم مولی آن 303.755 g/mol می‌باشد. شکل ظاهری این ترکیب، پودر سفید است.